# P+G
P+G (Park & Go, česky „zaparkuj a jdi“, „zaparkuj a pokračuj pěšky“) je označení parkoviště, z nějž je možné převažujícího cíle cest, například centra města, dosáhnout pěšky bez přestupu na veřejnou dopravu. Označení vzniklo jako analogie k obecněji užívané zkratce P+R, označující záchytná parkoviště s návazností na hromadnou dopravu. Termín P+G se začal v českém prostředí veřejně používat kolem roku 2012, zatím však pouze v souvislosti se strategickým plánováním, v březnu 2016 pak ve výzvě dotačního programu EU.
Označení Park & Go se tradičně používá také pro letištní parkoviště, z nichž je letiště pěšky dostupné.

## Využití v Česku
V České republice se začalo označení P+G používat například v Brně a v Plzni. 
V Brně jsou takto v návrhu strategie parkování od Brněnských komunikací a. s. z roku 2013 označena parkoviště:
- Renneská tř. – Polní (Štýřice, časový horizont 2020)
- Skořepka (Trnitá, časový horizont 2020)
- U Tesca (Trnitá, časový horizont 2030)

V Plzni bylo jako parkoviště P+G v roce 2012 náměstkem primátora Miloslavem Šimákem zmiňováno uvažované parkoviště mezi autobusovým nádražím a Škodovkou. Provozovatel jako P+G zmínil parkoviště U Pekla v souvislosti s jeho zrušením v květnu 2012.
7. března 2016 byl parkovací systém P+G zmíněn vedle parkovacích systémů  P+R, K+R a B+R jako prvek podporující multimodalitu, tedy využití více druhů dopravy, ve výzvě ministerstva pro místní rozvoj na výstavbu a modernizaci přestupních terminálů a souvisejících záchytných parkovišť a parkovacích domů v přímé návaznosti na veřejnou hromadnou dopravu, a to v dopravní oblasti Integrovaného regionálního operačního programu.